# Adaptación social

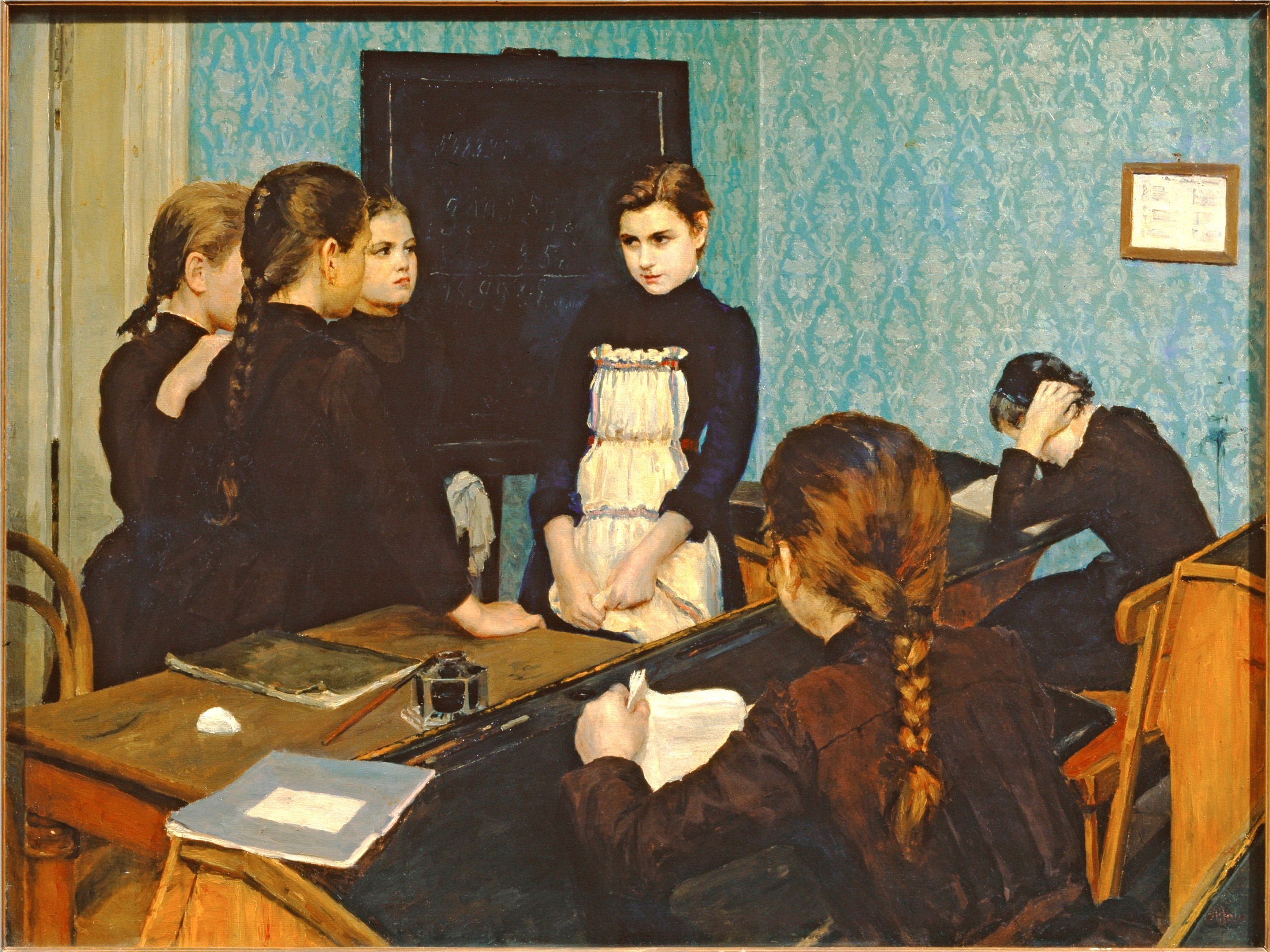
Niña nueva en la escuela de Emilia Shanks (1892), óleo sobre lienzo – Galería Tretiakov

La adaptación es, en sociología y psicología, el proceso por el cual un grupo o un individuo modifica sus patrones de comportamiento para ajustarse a las normas imperantes en el medio social en el que se mueve. Al adaptarse, un sujeto abandona hábitos o prácticas que formaban parte de su comportamiento, pero que están negativamente evaluadas en el ámbito al que desea integrarse, y finalmente adquiere otros en consonancia con las  que se tienen de su nuevo rol. La adaptación, en este sentido, es una forma de socialización secundaria, ya que opera tomando como base las habilidades sociales con las que el sujeto ya cuenta.

## Descripción
Casos típicos de situaciones que implican adaptación son los cambios en rol profesional o educativo —como el ingreso a estudios superiores de un sujeto cuyo origen social no está en la clase profesional liberal— o las migraciones, temporales o definitivas, que exigen la adopción rápida de cánones de comportamiento ajenos al medio original del individuo.
Según la intensidad con que el individuo se conforma a las expectativas del grupo, suele distinguirse el acatamiento —en que las acciones públicas del sujeto se ajustan a la norma, pero sus opiniones y acciones privadas no se ven afectadas—, la identificación —en que el individuo hace suyos los principios y normas del grupo en el ámbito y período acotado al que pertenece a él, pero la asimilación no es duradera— y la internalización —en que el sujeto acepta como propios los principios de juicio y evaluación codificados en las normas del grupo.
El control social sobre el cumplimiento de las normas lleva, por lo general, a que aún los individuos cuyos intereses y formación no los inclinan al acatarlas efectivamente las obedezcan. La severidad de las sanciones —que no se corresponde simplemente con el nivel en que éstas han sido institucionalizadas en organismo específicos dedicados a ratificarlas— permite distinguir entre costumbres, cuyo incumplimiento puede resultar excéntrico, vergonzoso o aún anormal, y acarrear principalmente incomodidades, y morés, normas que definen lo aceptable en el terreno social y cuya violación granjea la exclusión del círculo social o aún sanciones legales.
Una recopilación de L. D. Crow y un grupo de colaboradores, sitúa la cuestión a principios de los 60: Reading in Abnormal Psicology, traducido como Conducta adaptada en Ed. Paidós. Es un conjunto de un buen número de definiciones y análisis de la doctrina científica.

## Adaptación frente al cambio
Algunas corrientes sociológicas, comprometidas con la noción de sociedad posindustrial o postmaterialismo con la escala de postmaterialismo, sostienen que la capacidad de adaptación rápida es uno de los caracteres centrales del nuevo modelo social (Inglehart 1977); en la sociedad postmaterialista los valores tradicionales de prosperidad material y desarrollo económico, fuertemente dependientes de un entorno estable y una trayectoria vital aproximadamente lineal, se verían suplantados por valores posmaterialistas centrados en el desarrollo personal y una mayor libertad para escoger. La capacidad de abandonar patrones de comportamiento según se hiciera necesario, es decir, de elevar la capacidad de adaptación, sería crucial para actuar en un mundo en que formas fuertemente arraigadas de estructura familiar, laboral o religiosa parecen estar disolviéndose.

## Conformidad
Otros autores evalúan el grado en que el individuo está dispuesto a apartarse establemente de los hábitos propios previamente adquiridos para garantizar la estabilidad de la relación como su capacidad de conformidad.
Existen diseños experimentales para proporcionar una estimación cuantitativa del conformismo, elaborados sobre todo a partir de las experiencias diseñadas por Solomon Asch y Stanley Milgram; los experimentos de Asch permiten estimar la presión que la opinión expresa de otros miembros del grupo ejerce sobre las decisiones propias —lo que se ha dado en llamar presión de los pares—, mientras que los de Milgram se centran en la capacidad de aceptar órdenes de una persona en situación de autoridad, aun cuando entran en conflicto con los propios principios.
Investigaciones de esta última clase se habían integrado también en la elaboración de la escala F, un índice que intentaba medir el grado de autoritarismo de la personalidad, en los estudios llevados a cabo por Theodor Adorno, Else Frenkel-Brunswik, Daniel Levinson y R. Nevitt Sanford.
Sin embargo, algunas personas, sobre todo misántropos, opinan que el conformismo es un trastorno mental que utilizan las personas para "engañarse a sí mismos" de que la realidad en la cual ellos viven, es la mejor realidad, sin ser esto cierto en la mayoría de los casos, teniendo como consecuencia un falso estado de felicidad. Esta idea de conformismo muestra al conformismo como una represión de la propia realidad del ser que, tarde o temprano, desembocará en la infelicidad o, en casos extremos, problemas mentales.

## Groupthink
En situaciones de alta presión para la conformidad —sobre todo aquellas en que el grupo es fuertemente homogéneo, cohesionado y dotado de autoridad fuerte pero difusa—, el ajuste de las acciones individuales a lo que se estima anticipadamente que será el consenso del grupo lleva a la adopción de decisiones que individualmente cada miembro hubiera considerado inapropiadas, en una forma de profecía autocumplida. Este fenómeno, denominado groupthink o síndrome de pensamiento grupal, afecta especialmente a las organizaciones de gran escala, sobre todo cuando no disponen de una estructura burocrática que defina metódicamente las responsabilidades; la reciente evolución de los modelos de gestión empresarial se ha mostrado particularmente sensible a él.                           

## Psicología social
Según la teoría psicológica de Enrique Pichon-Rivière, la adaptación se entiende como la capacidad de proporcionar una respuesta adecuada y coherente a las exigencias del medio; mientras la noción sociológica se centraba en la compatibilidad de los hábitos con las características socialmente aprobadas, la psicológica enfoca el problema desde la capacidad intelectual y emocional de hacer frente a las demandas del entorno.
Pichon-Rivière distingue una adaptación pasiva, expresada en comportamientos visibles ajustados a las expectativas del terapeuta —como vestirse de una manera adecuada, comer regularmente y de acuerdo a las normas, responder predeciblemente en la conversación, que sin embargo no implica modificaciones profundas en la estructura psíquica. Un molde estereotipado de comportamiento regular se sobreimprime, en este caso, a una estructura pulsional desconectada de éste, en un estado que Pichon-Rivière llama de alienación. En una adaptación activa, son las propias condiciones pulsionales del sujeto que se transforman, permitiendo a éste un contacto real y adecuado con su medio.